# Arroyo Acaraguá
El arroyo Acaraguá es un curso de agua ubicado en la provincia de Misiones, Argentina que desagua en el río Uruguay.
El mismo nace en la sierra de Misiones, cerca de la ciudad de Campo Grande, departamento Cainguás, aguas abajo marca el límite entre los departamentos de Oberá y Veinticinco de Mayo,  hasta desembocar en el río Uruguay cerca de la localidad de Barra Bonita. Su principal afluente es el arroyo del Medio.

## Toponimia
Presenta dificultades para darle un significado concreto. El nombre es de origen guaraní, donde Acara significa garza y gua indica el lugar donde abunda una planta o animal, por lo tanto su significado sería lugar donde abundan las garzas. Otra interpretación sugiere que el nombre correcto debiera ser Okaragua, donde Okara = afuera y gua = de o de las, siento entonces su significado "lugar de las afueras".

## Generalidades
El Acaraguá nace en la unión de los arroyos Acaraguá Primero y el Acaraguá Segundo en las coordenadas 27°13′05″S 54°57′06″O / -27.21806, -54.95167, a 2,5 kilómetros al sureste de Campo Grande, en las proximidades de la ruta Nacional 14. Sus afluentes de la margen izquierda son poco extensos, en algunos sectores no alcanzan ni los 2 kilómetros de longitud. En cambio, por la margen derecha le llegan diversos e importantes cursos fluviales, entre los que se destacan el Nambú, Francés, Mirí, Apepú y su principal afluente el arroyo del Medio.
Presenta una cuenca con diseño dendrítico angular, con cauce cortando varias coladas basálticas en gran parte del curso medio. Su cauce principal tiene una longitud de 81,5 kilómetros, teniendo su cuenca una superficie de 805 km². En su recorrido se halla el Salto Chavéz, de unos 6 metros de alto.
El arroyo desemboca en el río Uruguay, a 1 kilómetro al sur de Barra Bonita, en las coordenadas 27°37′02″S 54°50′54″O / -27.61722, -54.84833.

## Caída del puente
El 13 de abril de 2014 se produjo la caída de un puente carretero sobre la Ruta Provincial 103, que comunica a la ciudad de Oberá con la de Alba Posse. El accidente sucedió cuando un colectivo de la empresa Expreso Singer cayó al arroyo Acaraguá luego de que el puente cediera ante su paso, dejando la suma de 2 muertos y 30 heridos.
En diciembre de 2013, la Dirección Provincial de Vialidad restringió el tránsito pesado por dicho puente debido al marcado deterioro que presentaba el paso en varios de sus elementos pre moldeados. Sin embargo, el 9 de abril de 2014 la misma entidad  habilitó nuevamente de forma temporaria el paso de vehículos de cargas de hasta 5 toneladas. La medida excepcional fue dispuesta por el titular del organismo, Julio César Duarte, con el fin de permitir el tránsito de vehículos que transportan la cosecha de tabaco. El organismo aseguraba que se adoptaron todas las medidas de seguridad necesarias para evitar accidentes y daños mayores a la estructura del puente.
Días después de adoptada tal medida por Vialidad Provincial, el puente cedió y cayó sobre las aguas del arroyo Acaraguá cuando un ómnibus intentaba trasponerlo dejando el saldo de 3 muertos y 30 heridos, los cuales fueron trasladados a los hospitales de Alba Posse y el SAMIC de Oberá.
El viaducto caído databa de 1958, con restauraciones en 1970. Vialidad Provincial debió construir un nuevo puente en el mismo lugar, el cual fue inaugurado en abril de 2016, pudiendo así normalizar el tránsito entre las localidades de Campo Ramón y Alba Posse.
Luego del accidente, otro puente sobre el arroyo Canal Torto que databa de la misma época debió ser clausurado para el tránsito pesado debido a las fallas que presentaba. En mayo de 2017 se inició la construcción de un nuevo puente modificando la trayectoria de la ruta. La obra del nuevo viaducto de 150 metros de longitud estuvo a cargo de Vialidad Provincial y fue habilitada en junio de 2019, normalizando así el tránsito entre las localidades de Colonia Acaraguá y 9 de Julio, ambas pertenecientes al municipio de Alba Posse.